# 穆罕默德·西亚菲克·普特
穆罕默德·西亚菲克·普特（英語：Muhammad Syafiq Puteh，1995年10月20日—），马来西亚男子跳水运动员，2022年英联邦运动会男子双人3米跳板银牌得主和混合双人3米跳板铜牌得主、2022年亚洲运动会男子双人3米跳板铜牌得主。